# John Murray Forbes
Pour les articles homonymes, voir Forbes (homonymie).
John Murray Forbes (23 février 1813 à Bordeaux - 12 octobre 1898) est un marchand américain, magnat du chemin de fer, philanthrope et abolitionniste. Il fut président de la Michigan Central Railroad et de la Chicago, Burlington and Quincy Railroad dans les années 1850.

## Biographie

### Famille
Membre de la famille Forbes (à ne pas confondre avec l'autre famille Forbes connue pour le magazine homonyme), ses parents sont Ralph Bennet Forbes et Margaret Perkins, nièce de Thomas Handasyd Perkins, fondateur d'une dynastie de marchands de Boston impliqué dans le commerce avec la Chine et l'une des familles de la Boston Brahmin. La famille Forbes s'installa à Milton où son père fut un énergique homme d'affaires mais sans grand succès. Il mourut quand John n'avait que 6 ans. Le frère de son père était John Murray Forbes (1771-1831), un avocat et un diplomate. Son frère Robert Bennet Forbes (1804-1889) fut capitaine de marine marchande et commerça avec la Chine. 
John est le cousin de Francis Blackwell Forbes (1839-1908), arrière-grand-père du sénateur John Kerry (de son nom complet John Forbes Kerry), candidat démocrate à l'élection présidentielle américaine de 2004, et de l'ancien ministre de l'Environnement Brice Lalonde, candidat écologiste à l'élection présidentielle française de 1981. 
Son fils ainé, William Hathaway Forbes (1840-1897) devint le premier président de l'American Telephone and Telegraph Company et est le père de William Cameron Forbes.

### Carrière
Forbes suivit des études dans le Massachusetts puis fut l'un des trois frères envoyés par leur oncle à Canton en Chine où il obtint quelques jolis succès financiers durant la courte période qu'il y passa. Cependant contrairement à son frère Robert Bennet Forbes qui se consacra au commerce avec la Chine, Forbes retourna à Boston et devint un des premiers investisseurs dans le chemin de fer et propriétaire foncier.
Avec Jay Gould et Edward Henry Harriman, Forbes fut l'une des importantes figures dans la construction du système ferroviaire américain. De 1846 à 1855, il fut le président du Michigan Central Railroad et le directeur et président de la Chicago, Burlington and Quincy Railroad, il contribua au développement de la région du Midwest.  
Il fournit de l'argent et des armes aux combattants de Nouvelle-Angleterre pour lutter contre l'esclavage au Kansas et en 1859 aida John Brown. En 1860, il fut un électeur d'Abraham Lincoln. Farouchement pro-Union, il est crédité de la création de la Loyal Publication Society de Nouvelle-Angleterre  au début de 1863 (Smith 1948). Délégué des conventions républicaines de 1876, 1880 et 1884, il entra en désaccord avec le Parti républicain et travailla avec succès pour faire élire le démocrate Grover Cleveland à la présidence des États-Unis.
Forbes eut plusieurs activités philanthropique dont la recréation de la Milton Academy, une école préparatoire du sud de Boston en 1884.
Edward Waldo Emerson, fils de Ralph Waldo Emerson, publia une biographie moins d'un an après sa mort en septembre 1899, issue du magazine Atlantic. Les familles Emerson et Forbes étaient très proches. Le fils de John Murray, William Hathaway Forbes, épousa la fille de Ralph, Edith Emerson. Dans Letters and Social Aims, Ralph Waldo Emerson écrivit sur Forbes: « Never was such force, good meaning, good sense, good action, combined with such domestic lovely behavior, such modesty and persistent preference for others. Wherever he moved he was the benefactor... How little this man suspects, with his sympathy for men and his respect for lettered and scientific people, that he is not likely, in any company, to meet a man superior to himself » et « I think this is a good country that can bear such a creature as he. »

## Traduction
- (en) Cet article est partiellement ou en totalité issu de l’article de Wikipédia en anglais intitulé « John Murray Forbes » (voir la liste des auteurs).